# Максименко Олександр Володимирович (військовослужбовець)
Олекса́ндр Володи́мирович Макси́менко (нар. 22 лютого 1977, м. Мена Чернігівської області — пом. 15 лютого 2024, поблизу села Костянтинівка, Мар'їнська міська громада Покровський район Донецької області) — український робітник і військовослужбовець, солдат-зв'язківець лінійно-кабельного відділення польового вузла зв'язку 2-го взводу зв'язку роти зв'язку тилового командного пункту 31-ї окремої механізованої бригади, учасник російсько-української війни, кавалер ордена «За мужність» III ступеня (2025, посмертно).

## Біографія
Олександр Максименко народився 22 лютого 1977 року в місті Мена Чернігівської області.
Середню освіту здобував у Менській загальноосвітній школі. По тому навчався у Менському відділенні ДТСААФ, де отримав фах водія. Пізніше був охоронцем СК «Авангард».
Протягом 1995—1996 років служив строковиком у Збройних силах України.
Після служби в Збройних силах України Олександр Максименко працював на одному з деревообробних підприємств у Мені.
18 січня 2023 року мобілізований до лав Збройних сил України. Після навчального центру воював на Авдіївському напрямку у складі 31-ї окремої механізованої бригади (в/ч А4773) солдатом на посаді лінійного наглядача лінійно-кабельного відділення польового вузла зв'язку 2-го взводу зв'язку роти зв'язку тилового командного пункту, мав звання майстер-сержанта. Побратими його згадують як відповідального військовика.
Олександр Максименко 15 лютого 2024 року загинув поблизу села Костянтинівка Покровського району Донецької області. Він був похований 24 лютого 2024 року на кладовищі в місті Мена. На прощанні були його рідні, друзі, побратими та представники міської ради.
8 травня 2025 року в будівлі Чернігівської обласної військової адміністрації його рідним вручили орден «За мужність» III ступеня, яким посмертно нагороджений Олександр Максименко.

## Відзнаки і нагороди
- Орден «За мужність» III ступеня (2025, посмертно) — «за особисту мужність, виявлену у захисті державного суверенітету та територіальної цілісності України, самовіддане виконання військового обов'язку»[6][3]
- Дві відзнаки Головнокомандувача Збройних сил України[2], у т.ч. почесний нагрудний знак «Золотий хрест»[3]

## Особисте життя
У нього залишилися дружина та двоє дітей — син і донька. Також серед рідних на час смерті була мати.